# خوزه آنتونیو اچوریا
خوزه آنتونیو اچوریا (انگلیسی: José Antonio Echeverría؛( زاده ۱۶ ژوئیه ۱۹۳۲ ) یک سیاستمدار، انقلابی کوبایی و رهبر دانشجویی بود. او رئیس فدراسیون دانشجویان دانشگاه (Federación Estudiantil Universitaria - FEU) و عضو مؤسس مرجع دانشجویان انقلابی Directorio Revolucionario Estudantil (DRE) بود، سازمانی ستیزه‌جوی که نقش مهمی در انقلاب کوبا برای برکناری رئیس‌جمهور فولخنثیو باتیستا ثالدیوار ایفا کرد. خوزه آنتونیو اچوریا نام مستعار «مانزانیتا» را داشت، به معنی «سیب کوچک».
اچوریا که در خانواده ای از طبقه متوسط در کاردناس ،استان ماتانزاس متولد شد، برای تحصیل در رشته معماری در دانشگاه هاوانا ثبت نام کرد.

## سه دقیقه حقیقت
اچوریا و همکارانش در ۱۳ مارس ۱۹۵۷ در یک حمله به ایستگاه ملی رادیو کوبا شرکت کردند. این حمله در زمان اجرای یک برنامه موسیقی بود که اکثر مردم کوبا به آن گوش می‌دادند. به این ترتیب سخنرانی ضد باتیستای اچوریا می‌توانست برای تمام ملت کوبا پخش شود. اچوریا حساب می‌کرد که شورشگران تنها سه دقیقه می‌توانند رادیو را اشغال کنند، بنابراین او مجبور شد سخنرانی را تهیه کند که حداکثر سه دقیقه به طول انجامد. او سرانجام توانست سخنرانی خود را درست در ۱۸۱ ثانیه به پایان برساند. همچنین وی موفق شد ایستگاه رادیو را سالم ترک کند. در مسیر دانشگاه هاوانا، تنها چند بلوک دورتر، او با یک گشت پلیس روبروشد. به‌روی آن آتش گشود، اما در اثر تیراندازی پلیس اچوریا در پیاده‌روی ضلع شمال دانشگاه کشته شد، جایی که هم‌اکنون یک پلاک یادبود وجود دارد.
آن سخنرانی اچوریا در این شعر ذکر شده‌است، شعری به‌نام «سه دقیقه حقیقت» که توسط شاعر روسی یوگنی یفتوشنکو سروده شده‌است. پوانگ کوان نویسنده ویتنامی نیز داستانی کوتاه با همین نام در مورد سخنان اچوریا نوشت و اظهار داشت:
داستان مانزانیتا یک درس عالی در مورد هنرهای زبانی به من می‌آموزد. حتی بزرگترین مباحث مانند واقعیت یا حقیقت را می‌توان فقط در ۱۸۰ ثانیه بیان کرد، به شرطی که نویسنده مجبور باشد از زندگی خود برای پرداخت چنین زمان بی‌ارزشی استفاده کند.

## نگارخانه

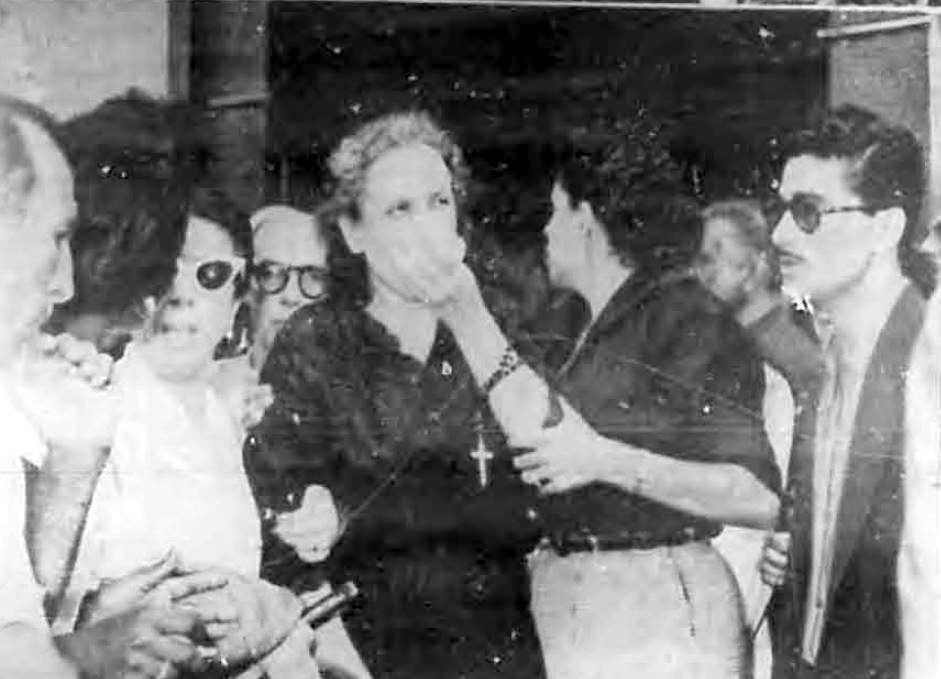
مادر آنتونیو اچوریا، سال ۱۹۵۷ در هاوانا.
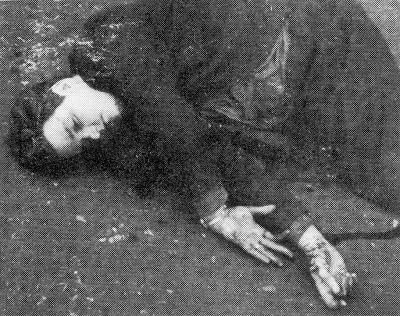
خوزه آنتونیو اچوریا در ۱۳ مارس ۱۹۵۷ کشته شد.
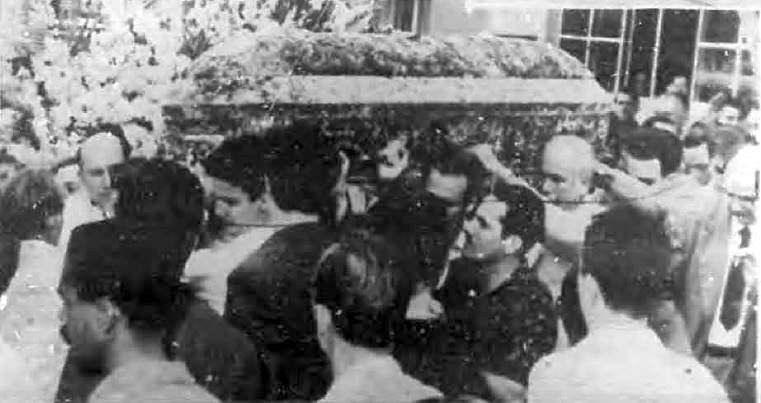
تشییع جنازه آنتونیو اچوریا در هاوانا، ۱۹۵۷.
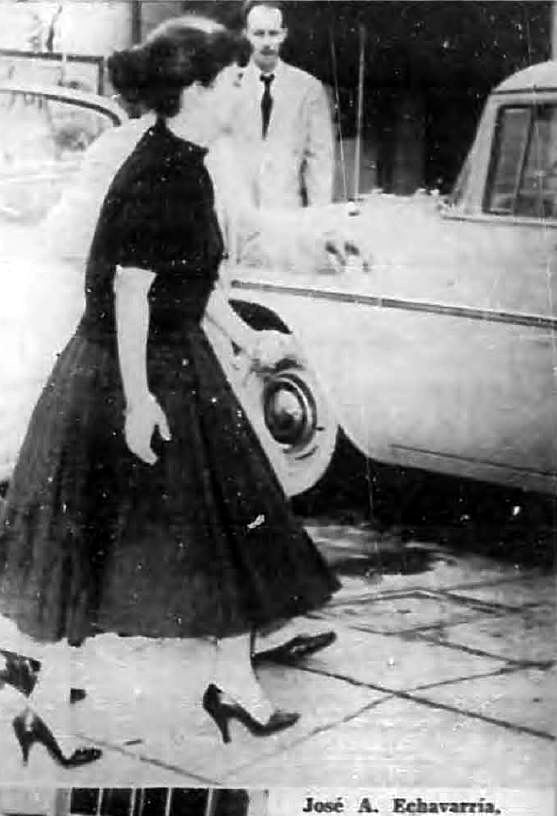
نامزد اچوریا، چند روز پس از حمله، هاوانا ۱۹۵۷

### کتاب بیوگرافی
- Quirk, Robert E. (1993). Fidel Castro. New York and London: W.W. Norton & Company. ISBN 978-0-393-03485-1.